# Filmworks XI: Secret Lives
 (novembre 2023).
Filmworks XI: Secret Lives est un album de John Zorn paru sur le label Tzadik en 2002. Il s'agit de la musique d'un documentaire de  Aviva Slesin consacré aux enfants juifs cachés par des familles non juives durant la Seconde Guerre mondiale. La musique est jouée par le Masada String Trio et comprend certaines compositions de Masada.

## Titres
| 1.    | Yesoma (Pizz, Arco) | 3:07 |
| 2.    | Shabbos Noir        | 3:37 |
| 3.    | Tension             | 0:56 |
| 4.    | Hatzalah            | 4:44 |
| 5.    | Brachas (Edit)      | 3:16 |
| 6.    | Chazal              | 1:03 |
| 7.    | Ba'adinot (Pizz)    | 1:22 |
| 8.    | Drama               | 3:02 |
| 9.    | Yesoma (Vibe)       | 3:26 |
| 10.   | Darkly              | 1:40 |
| 11.   | Kavana              | 4:01 |
| 12.   | The Trap            | 2:14 |
| 13.   | Ba'adinot (Arco)    | 1:05 |
| 14.   | Armistice Swing     | 4:18 |
| 15.   | Shabbos Noir        | 3:00 |
| 16.   | Motzee              | 2:30 |
| 17.   | Interlude           | 2:06 |
| 18.   | Yesoma (Pizz)       | 1:33 |
| 19.   | Ba'adinot (Solo)    | 2:28 |
| 20.   | Shabbos Noir (Fast) | 2:11 |
| 21.   | Yesoma (Cello)      | 2:35 |
| 54:14 |                     |      |

## Personnel
- Greg Cohen - basse
- Mark Feldman - violon
- Erik Friedlander - violoncelle
- Jamie Saft - piano (14)
- Vanessa Saft - vocal (1,10)